# Pax palmonii
Pax palmonii är en spindelart som beskrevs av Levy 1990. Pax palmonii ingår i släktet Pax och familjen Zodariidae.
Artens utbredningsområde är Israel. Inga underarter finns listade i Catalogue of Life.